# Mayombe
Le Mayombe ou Mayumbe est une chaîne de basses montagnes de l'Afrique centrale de l'Ouest s'étendant de l'embouchure du Congo au sud, jusqu’à la rivière Kouilou-Niari au nord, sur les territoires de la République démocratique du Congo, de l'enclave angolaise de Cabinda, de la République du Congo et du Gabon.
En république démocratique du Congo, il désigne également la partie nord-occidentale de la province du Kongo central située sur la rive droite du fleuve (principales villes et localités : Lukula, Seke Banza, Kangu, Tshela).

## Géographie

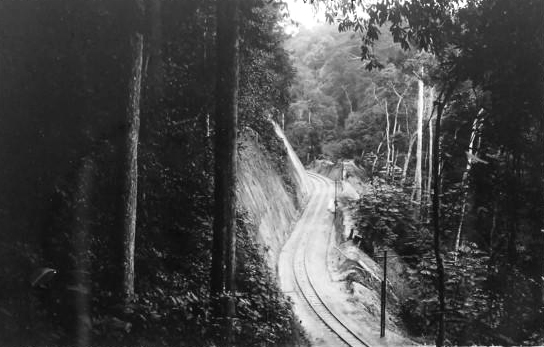
« Le Mayumbe, août 1930 : tranchée du km 95.2, prise du sentier de terre ».

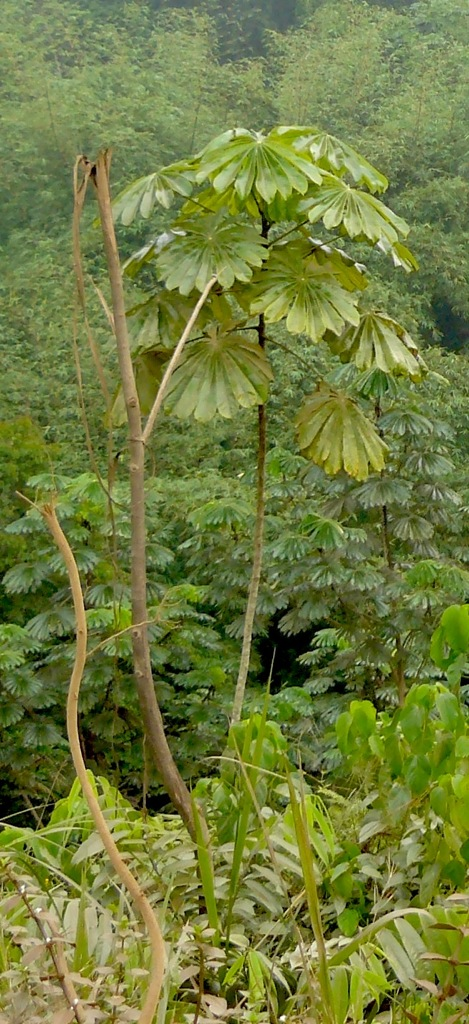
Parasolier dans la forêt du Mayombe.

Le Mayombe est une chaîne de montagnes de basse altitude de la côte Ouest de l'Afrique. Les monts Mayombe s'étendent du nord-ouest au sud-est sur une longueur de 400 km entre le bassin de l'Ogooué et celui du Congo. Elle part de l'enclave de Cabinda, en Angola, traverse la région du Bas-Congo en république démocratique du Congo et se prolonge au nord vers la république du Congo et le Gabon. Le relief est celui d'un massif ancien, raboté par l'érosion, qui prend les caractéristiques d'un plateau avec une altitude moyenne de 600 à 700 m et un point culminant à 903 m.
Le Mayombe est situé au sud de l'équateur en zone climatique équatoriale avec une influence océanique et comprend deux grandes saisons, la grande saison sèche, de juin à septembre, durant laquelle les températures varient de 17 à 22°, mais peuvent descendre jusqu'à 8° la nuit qui peut donc être fraîche, et la grande saison des pluies, qui s'étend d'octobre à mai, avec des températures de 28 à 33°. Le climat est donc chaud et humide, particulièrement en saison des pluies où le degré hygrométrique avoisine les 100 %. Cette impression d'humidité constante est encore accrue par la condensation des vapeurs des vents alizés refroidis par les escarpements de la chaîne côtière.
Le Mayombe est arrosé par de nombreuses rivières aux courants rapides et violents qui coulent dans ces régions accidentées et montagneuses. Les trois plus importants cours d'eau sont le fleuve Shiloango et deux de ses affluents principaux, la Lukula et la Lubuzi. Le fleuve Loémé prend sa source dans cette chaîne et se jette au sud de Pointe-Noire.
Le Mayombe sont un relief montagneux de type appalachien dont les couches qui ont été redressées sont constituées de schistes et de quartzites datant du Précambrien. À l'ouest, elle domine par un escarpement de faille la côte plate ; à l'est, un long et étroit synclinal perché de grès, fait transition aux plateaux Batéké sableux.
La forêt dense aux essences forestières variées, parfois parsemée de savanes, domine et caractérise l'aspect du Mayumbe. Les forêts du Mayumbe ont fourni durant de nombreuses années des essences de bois de premier ordre et très recherchées, parmi lesquelles le limba. Les palmiers élaïs abondent aussi dans le Mayumbe, on les rencontre aussi bien dans les forêts que dans la savane. Ils forment une des grandes ressources de cette région et de ses habitants.
La superficie des forêts du Mayumbe était estimée en 1950 à 500 000 ha, en 1981 de 100 à 240 000 ha, actuellement on l'estime à 80 000 ha, le limba intervenant pour plus de 40 %.
Les principaux sommets sont :
- Mont Mvoungouti, 903 m
- Mont Bamba, 810 m
- Monts Kinoumbou, 784 m
- Monts de Ngouédi, 780 m
- Monts Kanga, 764 m
- Pic Bombo, 751 m
- Pic Kiama, 747 m

## Population
Parmi les groupes ethniques qui peuplent cette région, les Yombe, un sous-ensemble des Kongos, sont les plus nombreux.

## Chemin de fer
Le chemin de fer du Mayombe reliait Boma à Tshela, en république démocratique du Congo, avec une extension prévue vers la république du Congo. Il fut démonté sous le régime de Mobutu Sese Seko et ses voies réinstallées à proximité de Gbadolite.
En république du Congo, le Mayombe est traversé, depuis 1934, par le chemin de fer Congo-Océan (Pointe-Noire à Brazzaville) dont la variante sud, entre les gares de Billinga et Dolisie, a été terminée en 1985 moyennant le percement du second tunnel de Bamba, long de 4 600 m,.

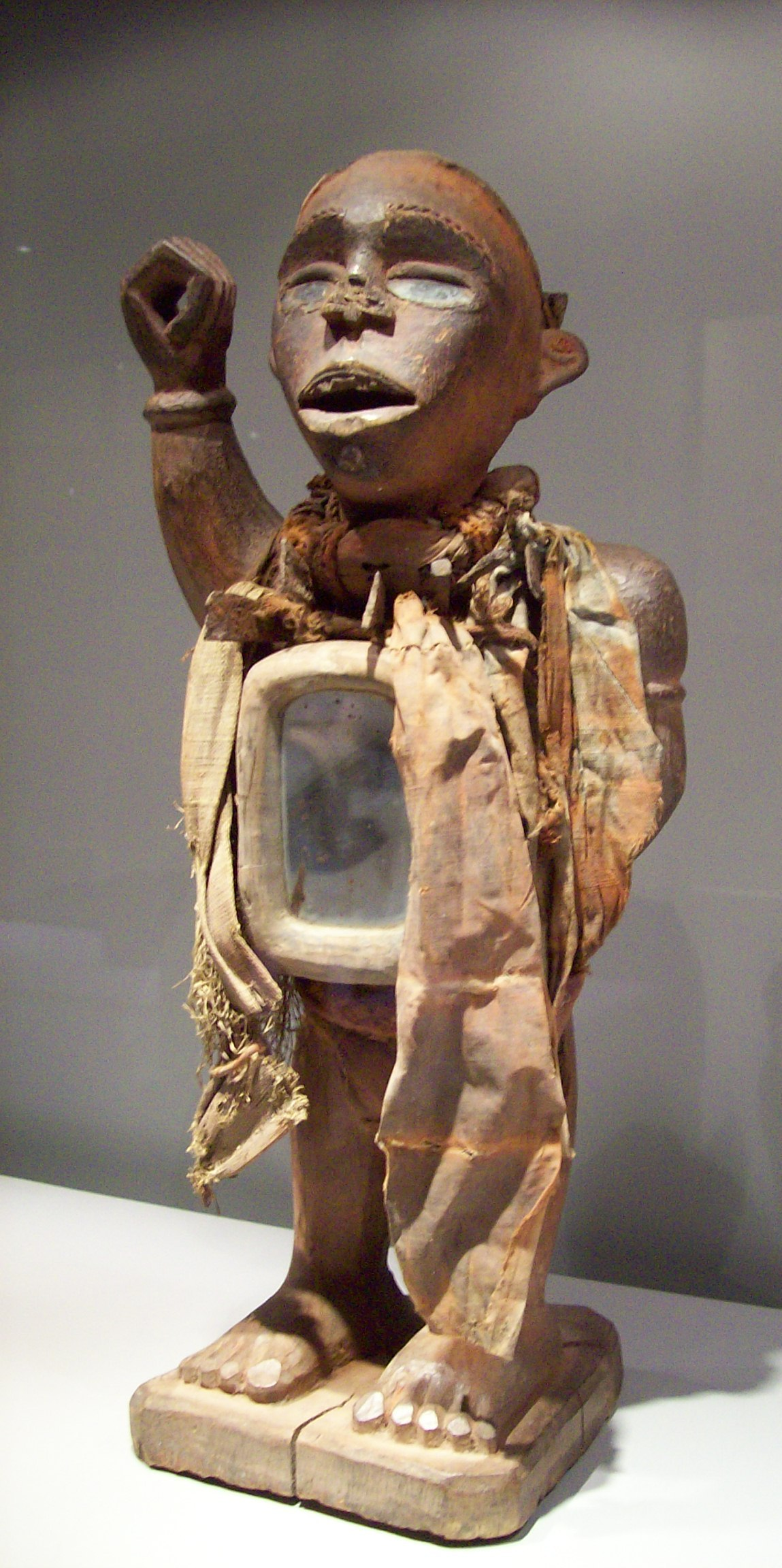
Fétiche à miroir du Mayombe.